# Yoshito Ōkubo
Yoshito Ōkubo (jap. 大久保嘉人 Ōkubo Yoshito; ur. 9 czerwca 1982 w Kandzie, prefekturze Fukuoka) - japoński piłkarz występujący na pozycji napastnika, zawodnik Júbilo Iwata. Były reprezentant Japonii.

## Życiorys

### Kariera klubowa
Od 2001 był zawodnikiem japońskich klubów: Cerezo Osaka, Vissel Kobe, Kawasaki Frontale i F.C. Tokyo, hiszpańskiego RCD Mallorca oraz niemieckiego VfL Wolfsburg.
16 lipca 2018 podpisał kontrakt z japońskim klubem Júbilo Iwata, umowa trwała do 31 stycznia 2020.

### Kariera reprezentacyjna
Był reprezentantem Japonii w kategorii wiekowej U-23.
W seniorskiej reprezentacji Japonii zadebiutował 31 maja 2003 na stadionie olimpijskim w Tokio (Tokio, Japonia) w meczu towarzyskim przeciwko reprezentacji Korei Południowej.

## Sukcesy

### Klubowe
VfL Wolfsburg
- Zwycięzca Bundesligi: 2008/2009

Kawasaki Frontale
- Zdobywca drugiego miejsca Pucharu Japonii: 2016
- Zdobywca drugiego miejsca Superpucharu Japonii: 2018

### Reprezentacyjne
Japonia
- Zdobywca drugiego miejsca Pucharu Azji Wschodniej: 2003
- Zwycięzca Kirin Cup: 2008, 2009